# Epidapus ignotus
Epidapus ignotus är en tvåvingeart som först beskrevs av Franz Lengersdorf 1942.  Epidapus ignotus ingår i släktet Epidapus och familjen sorgmyggor.
Artens utbredningsområde är Tyskland. Arten är reproducerande i Sverige. Inga underarter finns listade i Catalogue of Life.